# Jules Robin
Jules Marie Robin, in manchen Quellen auch Jude Robin (* 7. April 1879 in Rouez; † 17. Januar 1957 in Teloché) war ein französischer Autorennfahrer und der Vater von Bernard Robin.

## Karriere
Jules Rodin war als Werksfahrer des französischen Automobilherstellers Rolland-Pilain 1923 beim ersten 24-Stunden-Rennen von Le Mans der Motorsportgeschichte am Start. Gemeinsam mit Gérard Marinier pilotierte er einen Roland-Pilan RP an die 24. Stelle der Gesamtwertung. Nach einer Rennzeit von 24 Stunden hatte das Duo einen Rückstand von 48 Runden auf die Sieger André Lagache und René Léonard auf einem Chenard & Walcker Sport.

## Statistik

### Le-Mans-Ergebnisse
| Jahr | Team           | Fahrzeug          | Teamkollege     | Platzierung |
| ---- | -------------- | ----------------- | --------------- | ----------- |
| 1923 | Rolland-Pilain | Rolland-Pilain RP | Gérard Marinier | Rang 24     |